# Alcis fusca
Alcis fusca là một loài bướm đêm trong họ Geometridae.